# غونزالو لاتوري
غونزالو لاتوري (بالإسبانية: Gonzalo Latorre)‏ هو لاعب كرة قدم أوروغواياني في مركز الهجوم، ولد في 26 أبريل 1996 في مونتيفيديو في الأوروغواي. شارك مع منتخب الأوروغواي تحت 17 سنة لكرة القدم ومنتخب الأوروغواي تحت 20 سنة لكرة القدم. أما مع النوادي، فقد لعب مع أتيناس دي سان كارولس ونادي كروزيرو.

## وصلات خارجية
- غونزالو لاتوري على موقع الاتحاد الدولي (مؤرشف)  (الإنجليزية)
- غونزالو لاتوري على موقع إي إس بي إن إف سي (الإنجليزية)
- غونزالو لاتوري على موقع قاعدة بيانات كرة القدم.إي يو (الإنجليزية)
- غونزالو لاتوري على موقع Soccerway.com (الإنجليزية)
- غونزالو لاتوري على موقع عالم كرة القدم.نت (الإنجليزية)